# Thrill Drive
Thrill Drive (スリルドライブ Suriru Doraibu?) es un videojuego de carreras desarrollado y publicado por Konami, lanzado a salas recreativas en 1998. Es la primera entrega de la serie Thrill Drive.

## Jugabilidad
Ambientado en vías públicas de todo el mundo, el juego simula carreras en ciudades abarrotadas, donde prevalece el riesgo de chocar con el tráfico civil. El objetivo del juego es alcanzar la meta dentro de un límite de tiempo establecido mientras te mueves con cuidado a través del tráfico denso. El jugador puede competir en varios autos, desde un sedán hasta un autobús turístico.
A excepción de los de los oponentes controlados por computadora, golpear (es decir, simplemente tocar) a otros vehículos contará para la cantidad total de daños. Chocar su vehículo (chocarse contra otro vehículo a alta velocidad, caerse de la carretera, etc.) provocará un accidente, acompañado de la rotura de la pantalla y un chillido horrible, además de aumentar significativamente la cantidad de daños.
Luego, el jugador reanudará la carrera con su vehículo completamente reparado, pero en un clima más oscuro y sombrío. Quedar atrapado en un accidente hará que el clima cambie de soleado a nublado, mientras que tres accidentes harán que las nubes emitan relámpagos constantemente. La música también se vuelve más desconcertante/seria para complementar la situación del jugador.
Hay 3 recorridos para elegir antes de comenzar una carrera:
- E.U.A.: Sus vías son anchas, y se destaca por la abundancia de turismos y camiones.
- Japón: Tiene muchas intersecciones, también con un amplio paso de peatones y circulación por la izquierda.
- Europa: Único por sus rotondas y camino empedrado.

Después de que finaliza una carrera, ya sea por quedarse sin tiempo o por alcanzar la meta, se evalúa al jugador en varios atributos relacionados con su técnica de conducción. Yendo en el sentido de las agujas del reloj desde arriba, son:
- Reflejos: qué tan bien el jugador puede mantener su velocidad o derrapar mientras se mantiene alejado de paredes y barreras.
- Coraje: Conducir a través de espacios entre vehículos o en los carriles entrantes.
- Estilo': Derrapando o frenando en el momento adecuado.
- IQ: Su capacidad para mantenerse por delante de sus oponentes.
- Deseo: Cambiando la vista de su auto.
- Modales: Evitar accidentes (este atributo se completa al inicio de cada carrera).

## Vehículos jugables
- Fiat Barchetta
- Ford Mustang SVT Cobra (1998)
- Isuzu Cubic
- Lexus LS 400
- Nissan Diesel Big Thumb
- Opel Corsa B
- Volvo V70

## Curiosidades
- En la versión de prueba de ubicación de este juego, el jugador podría atropellar a peatones y motociclistas, lo que provocaría un récord de daños masivos debido a lesiones humanas. Sin embargo, una vez que el juego finalmente se lanzó, los peatones siempre se mantendrían alejados del jugador (sin importar qué tan rápido fuera su vehículo), mientras que los motociclistas solo podían ser golpeados lo suficientemente fuerte como para hacerlos caer.
  - Cuando se les preguntó por qué se hicieron estos cambios, el equipo de desarrollo respondió que, para empezar, querían olvidar que hicieron de esto una característica. Es posible que quisieran evitar la controversia sobre la violencia y los temas de terror ya terribles del juego.[1]
- El juego tiene opciones para la Animación del conductor (cómo reaccionan los cuerpos de los conductores después de chocar) y el Mensaje en repetición (la categoría asignada a un choque cuando ocurre). Se pueden establecer en HARD (predeterminado) o MILD. Las diferencias se detallan a continuación:

|                         | HARD                                                                                       | MILD                                                                                    |
| ----------------------- | ------------------------------------------------------------------------------------------ | --------------------------------------------------------------------------------------- |
| Animación del conductor | El conductor sale disparado por el parabrisas, acostado en la parte delantera de su coche. | El conductor es sacudido ligeramente hacia adelante, rascándose la cabeza en confución. |
| Mensaje en repetición   | Las categorías son "COLISIÓN!", "¡¡GRAVE ACCIDENTE!", y "¡¡FATAL ACCIDENTE!!"              | Las categorías son "¡COLISIÓN!", "¡ACCIDENTE!", y "¡¡ACCIDENTE!!"                       |

Además, el mensaje HARD en Replay tiene sirenas de ambulancias sonando de fondo, mientras que no hay ninguna en MILD.
- Por cierto, las categorías de accidentes siguen siendo las mismas cuando el juego está configurado en japonés, pero la omisión de las sirenas de las ambulancias aún se aplica.
- El campo de EE. UU. en este juego es el único campo de la serie que avanza y regresa a su punto de partida. Si bien los recorridos de Japón y Europa también terminan en sus respectivos puntos de partida, usan diferentes ubicaciones para las últimas partes de la carrera.
- A partir de marzo de 2021, todos los gabinetes de Thrill Drive han desaparecido, incluso en Japón, y parece que Thrill Drive 2 seguirá.
- Hay tres autos que el oponente parece no usar, que son el Muscle car, el Box truck y el Bus. Como es probable que prefieran el Hatchback, Convertible, Sedan y Station Wagon.[2]